# Tylophora indica
Tylophora indica är en oleanderväxtart som först beskrevs av Nicolaas Laurens Nicolaus Laurent Burman, och fick sitt nu gällande namn av Elmer Drew Merrill. Tylophora indica ingår i släktet Tylophora och familjen oleanderväxter.

## Underarter
Arten delas in i följande underarter:
- T. i. glabra
- T. i. intermedia